# اینکرمن (ویرجینیای غربی)
اینکرمن (به انگلیسی: Inkerman) یک منطقهٔ مسکونی در ایالات متحده آمریکا است که در شهرستان هاردی، ویرجینیای غربی واقع شده‌است.